# 阿瓦隆尼亞大陸

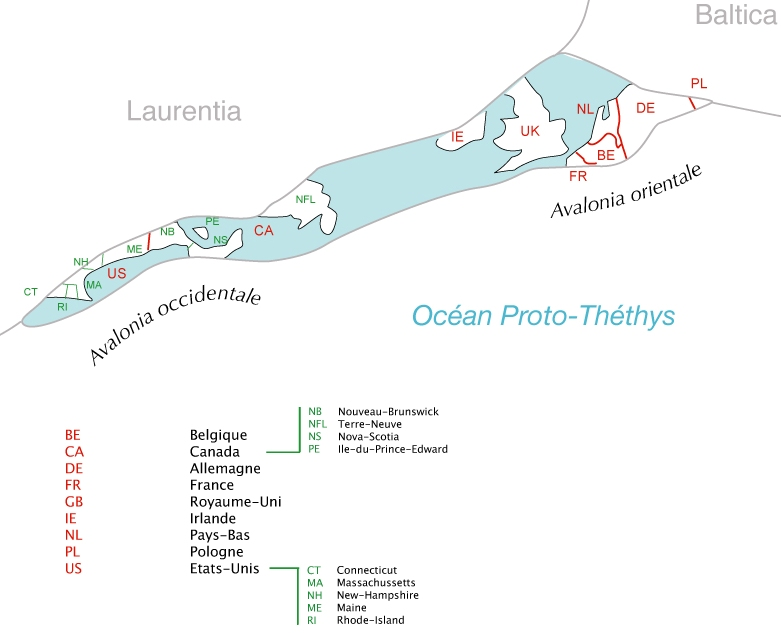
石炭紀末期的阿瓦隆尼亞大陸，當時西北接勞倫西亞大陸、東北接波羅地大陸。阿瓦隆尼亞大陸的西半部約是現今北美洲東北岸，而東半部則是西歐部分地區

阿瓦隆尼亞大陸（Avalonia）是個遠古微大陸或地體，存在於寒武紀到志留紀，範圍包含現今的西歐、加拿大大西洋省份、以及部份美國東岸地區。其名稱來自於加拿大紐芬蘭省東南部的阿瓦隆半島。

## 發展
阿瓦隆尼亞大陸被認為形成於火山島弧，形成於原岡瓦那大陸邊緣的隱沒帶。某些岩層可能早在火山島弧出現前，就已在海洋中形成，而後隨者板塊運動隆起。這個火成活動發生於新元古代，從7.3億年前持續到5.7億年前。
在寒武紀早期，潘諾西亞大陸分裂，阿瓦隆尼亞大陸自岡瓦那大陸分離，自南緯約60°處，向北移動。
在奧陶紀末期到志留紀早期，阿瓦隆尼亞大陸東半部與波羅地大陸碰撞。波羅地大陸當時位居南緯約30°到55°處。
在志留紀晚期到泥盆紀早期，波羅地大陸與相連的阿瓦隆尼亞大陸，與勞倫大陸碰撞，形成歐美大陸。此時的英格蘭位居南緯約30°，而新斯科細亞省位居南緯約45°。此次的碰撞，在北美洲造成加里東造山運動，是阿卡迪亞造山運動的早期階段。在泥盆紀，從岡瓦納大陸分離的阿莫里克地體（包含伊比利亞地體），與歐美大陸的阿瓦隆尼亞部份碰撞。
在石炭紀晚期，歐美大陸與岡瓦那大陸開始聚合，形成盤古大陸，在北美洲形成阿卡迪亞造山運動的晚期階段，在歐洲形成華力西造山運動。阿瓦隆尼亞大陸位置相當於盤古大陸的中央部份。
在侏儸紀，盤古大陸分裂為勞亞大陸與岡瓦那大陸，此時的阿瓦隆尼亞是勞亞大陸的一部分。
在白堊紀，勞亞大陸分裂為北美洲與歐亞大陸，而阿瓦隆尼亞隨者分裂為東西兩部份。伊比利亞地體離開阿瓦隆尼亞，之後與岡瓦那大陸的非洲部分碰撞，造成第三紀的阿爾卑斯造山幕，比利牛斯山脈形成。因此，現在可在直布羅陀海峽兩側發現阿瓦隆尼亞的地層。

## 現今
現在，可以在比利時的阿登地區、法國東北部、德國北部、波蘭東北部、英格蘭、威爾斯、愛爾蘭東南部、伊比利亞半島西南部、紐芬蘭省的阿瓦隆半島、新伯倫瑞克省、以及部份新英格蘭地區發現昔日阿瓦隆尼亞大陸的地層。
阿瓦隆尼亞大陸的英格蘭、威爾斯、阿登等地區，在石炭紀時期是個獨立的島嶼，名為倫敦-布拉班特島。華力西造山運動在阿登地區到英格蘭中部地區之間留下許多縐褶地形。
在加拿大，阿瓦隆尼亞構成紐芬蘭省東南部的阿瓦隆半島、部分新伯倫瑞克省、新斯科細亞、愛德華王子島省。在美國，阿瓦隆尼亞構成緬因州北岸、新英格蘭地其他海岸地區、北卡羅來納州海岸部份。

## 外部連結
- （德文）在奧陶紀、志留紀、泥盆紀，阿瓦隆尼亞大陸、波羅地大陸、勞倫大陸的相對位置(圖示)
- （英文）阿瓦隆尼亞大陸的形成，從奧陶紀到志留紀的演變，以及相對位置圖示 - Palaeos.Com
- （英文）寒武紀到新近紀的板塊運動演變
- （英文）阿瓦隆尼亞與岡瓦那的相對位置演變 （页面存档备份，存于）